# Balmazújváros
Balmazújváros – miasto na Węgrzech, w komitacie Hajdú-Bihar; liczy prawie 17,4 tys. mieszkańców (I 2011).

## Miasta partnerskie
- Łańcut